# 1899
Cette page concerne l'année 1899 (MDCCCXCIX en chiffres romains) du calendrier grégorien. Pour l'année 1899 av. J.-C., voir 1899 av. J.-C.  Pour la série télévisée, voir 1899 (série télévisée).
L'année 1899 est une année commune qui commence un dimanche.

## Événements
- 18 mai : ouverture de la première conférence de la paix à La Haye, proposée par le tsar pour le règlement pacifique des différends entre les puissances. Les vingt-six États représentés se sépareront sans grands résultats, si ce n’est la création d’une Cour internationale d’arbitrage sous la pression de la Russie et de la Grande-Bretagne (fin le 29 juillet)[1].

### Afrique
- 1er janvier : le lieutenant-colonel Klobb atteint Gao et y édifie un fort, ainsi qu'à Ansongo, ville située en aval sur le Niger[2].
- 13 janvier : début des exactions de la mission Voulet-Chanoine, qui incendie le village de Sanssané-Haoussa[3].
- 16 janvier : le gouverneur du Kamerun Jesko von Puttkamer attribue une concession de 9 millions d’hectares dans le bassin de la Sangha à la compagnie du Sud-Cameroun (Gesellschaft Süd-Kamerun), une société germano-belge[4].
- 12 mars : la voie ferrée atteint Toukoto, à mi-chemin entre Kayes et Bamako[2].
- 23 mars, Somalie : le vice-consul du Somaliland britannique écrit une lettre insultante à Sayyid Mohammed (Mohammed Abdullah Hassan), lui demandant de déposer les armes[5]. En août, Sayyid Mohammed, « le Mollah fou », se proclame Mahdi à Burao et déclare la guerre sainte contre les infidèles. Pendant 21 ans, il tient en échec les armées éthiopiennes, italiennes et britannique et mène une guerre sanglante et sans merci. La rébellion ne pourra être réduite qu’après sa mort à Imi de la grippe espagnole, le 23 novembre 1920[6].
- 4 avril : le roi du Bunyoro, Kabarega, et le roi du Buganda, Mwanga II, sont capturés et exilés aux Seychelles par les Britanniques[7].
- 16 avril : la mission Voulet-Chanoine attaque Lougou, le village de la reine Sarraounia, de la tribu des Azna, près de Dogondoutchi au Niger, qui résiste[3].
- 9 mai : la mission Voulet-Chanoine prend la ville de Birni N’Konni en pays Haoussa, une partie de la population est massacrée[3].
- 15 juin : l’État indépendant du Congo cède à bail le Ruanda à l’Allemagne. Musinga, souverain du Ruanda, accepte le protectorat allemand pour en finir avec son opposition interne. Jusqu’en 1919, le Ruanda sera considéré comme le district 13 de l’Afrique orientale allemande[8].
- Juin : expédition du capitaine Bethe contre le mwami Mwezi IV Gisabo, souverain du Burundi[9].

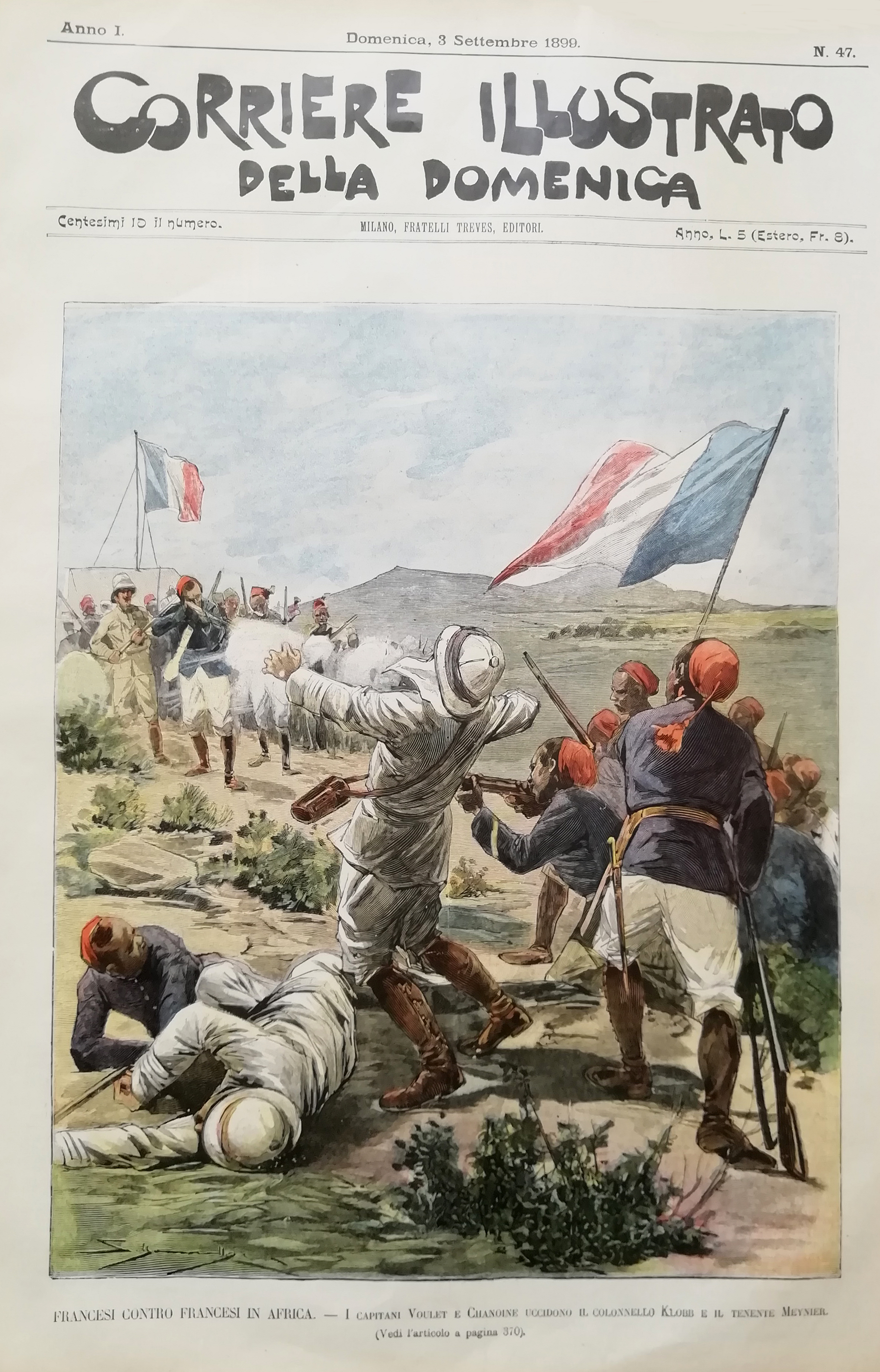
La mort du colonel Klobb, dépeinte par la couverture illustrée du journal Corriere Illustrato della Domenica, Milan, 3 septembre 1899.

- 14 juillet : le lieutenant-colonel Klobb, envoyé pour relever le commandement de la mission Voulet-Chanoine est tué par balle ; Voulet et Chanoine sont tués à leur tour par leurs propres hommes[3]. La mission est reprise par le capitaine Joalland et le lieutenant Meynier. Elle occupe Zinder le 31 juillet, mettant en fuite le sultan Ahmadou, puis atteint le lac Tchad le 23 octobre[10].
- 17 juillet : combat de Togbao ; au Baguirmi, Rabah détruit un petit poste laissé par Gentil sous le commandement de Bretonnet[11]. Il se trouve alors à la tête d’un État puissant, centré sur le Bornou et s’étendant du lac Tchad à la province du Barh el Gazel.
- 31 juillet : formation de la compagnie allemande du nord-ouest du Cameroun (Gesellschaft Nordwest-Kamerun)[4]. Elle arrache aux chefs locaux une concession d’environ 100 000 km². Elle y exploitera caoutchouc, banane, café, cacao, huile de palme, tracera des routes et une voie ferrée. Les terres des autochtones sont prises par des sociétés et, en 1896[Quand ?], elles seront déclarées propriétés de l’Empire.
- 15 août, Tchad : Émile Gentil, apprenant le massacre de la mission Bretonnet, crée le poste de Fort-Archambault[12].
- Août-décembre 1900 : révolte de Sargaji. Insurrection des populations du Mawrey (Gubey, Touaregs, Maouris et Zarmas) de la région nord de Dosso au Niger contre les Français ; deux campagnes successives sont repoussées en août 1899 et en février 1900, et c’est seulement en novembre 1900 qu’une forte colonne munie d’armes à tir rapide parvient à mater la rébellion, qui se rallume en 1905[13].
- 11 septembre : prise de Tibati. Conquête de l’Adamaoua (Cameroun) par les Allemands[14].
- 17 octobre : décret qui démembre le Soudan français entre le Sénégal, la Guinée, la Côte d'Ivoire, le Dahomey et crée deux territoires militaires englobant la région de Tombouctou, de la Haute-Volta et de Zinder ; un budget spécial, dit du haut Sénégal et moyen Niger, est incorporé à celui du Sénégal pour l’administration des pays du haut Sénégal, du Sahel et du haut Niger rattachés à la colonie du Sénégal et des deux territoires militaire.William Merlaud-Ponty devient gouverneur du Haut-Sénégal-Niger (1899-1908) à Kayes[15] puis à Bamako qui devient la capitale[16].
- 29 octobre : un combat oppose à Kouno sur le fleuve Chari les troupes de Rabah retranchées dans la ville aux Français du général Robillot[12]. La bataille est incertaine. Les troupes françaises se replient sur Fort-Archambault, tandis que Rabah évacue la ville le 8 novembre[17].
- 2 novembre : la mission Foureau-Lamy partie d’Algérie le 23 octobre 1898 à travers le Sahara atteint Zinder, au Niger ; elle atteint le lac Tchad le 21 janvier 1900 et fait sa jonction à Debeninki dans le Kanem avec la mission Joalland-Meynier le 18 février 1900[10].
- 23 novembre : protocole Hecq-Bethe réglant provisoirement le différend frontalier au Kivu. L’État indépendant du Congo reconnait les droits de l’Allemagne sur le Ruanda[18].
- Création de la Mission d’Union Africaine au Dahomey[19].

#### Afrique du Nord
- 19 janvier : le Soudan passe sous administration britannique[20]. Le Soudan devient un condominium anglo-égyptien, distinct de l’Égypte, mais placé sous l’autorité d’un gouverneur général nommé par l’Égypte sur les recommandations de la Grande-Bretagne. Au bout du compte, le droit de conquête reconnu par Londres à l’Égypte se transforme en obligations militaires et financières. Kitchener devient gouverneur général du Soudan. Son adjoint Reginald Wingate lui succède le 22 décembre après son départ pour l’Afrique du Sud[21]. Les nationalistes égyptiens condamnent la convention sur le Soudan[22].
- 21 mars : accord franco-britannique signé à Londres par lord Salisbury et Paul Cambon pour la délimitation des sphères d’influences en Afrique du Nord. Les Français renoncent à toute domination sur le Nil après l’affaire de Fachoda. Le Ouadaï et le Baguirmi rentrent dans la sphère d’influence française. Paris obtient de la Grande-Bretagne la reconnaissance de son autorité sur l’hinterland d’Afrique du Nord[23].
  - Début de la rivalité franco-allemande au Maroc : Berlin, qui entend s’imposer sur le terrain, envoie un nouveau représentant au Maroc. Ce dernier rejoint son poste en navire de guerre, accompagné de négociants, d’industriels et d’un état-major d’officiers.
- 23 mai[24] : à la suite d’un conflit avec le khédive Abbas II, qui souhaitait faire siéger deux juges civils à la Cour islamique suprême, le Grand Mufti d’Égypte et recteur de la Mosquée al-Azhar Hassûnah An-Nawâwî est démis de toutes ses fonctions.
- 27 août : Abd Allah, calife du Soudan, est arrêté alors qu’il cherche à reconstituer ses forces pour résister aux Anglo-égyptiens à Wad Madani ; il est tué le 25 novembre lors d’une tentative d’évasion[20].
- 27 octobre : le capitaine d’artillerie Nestor Larras, chef de la mission militaire française au Maroc, adresse une note préconisant l’occupation du Maroc par la France. Le ministre de la Guerre Gaston de Galliffet consulte le marquis de Segonzac, de retour d’une expédition géographique dans le pays, qui confirme[25]. La société des géographes d’Alger plaide en faveur de l’établissement d’un protectorat sur le Maroc. Elle démontre tous les avantages que représenterait une telle situation, notamment pour les relations commerciales, et évoque la possibilité de prolonger la voie ferrée reliant Tunis à Tlemcen jusqu’à Fès et Tanger.
- 28 décembre : attaque de la mission Flamand, envoyée dans le sud algérien pour y faire des études de géologie. Après avoir repoussé les agresseurs, elle prend le contrôle d’In Salah[26].

#### Afrique australe
- 31 mai au 5 juin, Afrique du Sud : conférence de Bloemfontein. Désireux d’obtenir la soumission des Boers par voie légale, Joseph Chamberlain exige la naturalisation des immigrants britanniques. Les Boers font échouer les négociations sur les droits des Uitlanders (émigrés récents). Le 9 octobre, un ultimatum de Paul Kruger relance les hostilités[27].
- 22 juillet : une pétition adressée par le missionnaire Joseph Booth à la reine Victoria, qui réclame l’indépendance du protectorat britannique d’Afrique centrale (Nyassaland en 1907) dans les 21 ans est publiée dans le Central African Times[28]. Début des campagnes pro-africaines du Central African Times.
- 11 octobre : début de la seconde guerre des Boers ou guerre du Transvaal entre les colons néerlandais et l’armée britannique en Afrique du Sud (fin en 1902)[29].
- 12-13 octobre : victoire des Boers à la bataille de Kraaipan. Le 13, ils commencent le siège de Mafeking (fin le 17 mai 1900) puis celui de Kimberley le lendemain (fin le 15 février 1900)[29].
- 20 octobre : les Britanniques reportent une victoire sans résultat probant sur les Boers à la bataille de Talana Hill ; le lendemain, ils marquent un net avantage à Elandslaagte, sur la route de Ladysmith ; le 26, les deux forces se font face à la bataille de Rietfontein. Le même jour, les deux armées boers font leur jonction et environ 24 000 hommes se rassemblent sous les ordres de Piet Joubert[30].
- 30 octobre : « Mournful Monday ». Victoire des Boers à la bataille de Ladysmith et début du siège de Ladysmith (fin le 25 février 1900[30].
- 15 novembre : le journaliste et futur homme d’État britannique Winston Churchill est emprisonné par les Boers[31].
- 21 novembre : les troupes britanniques conduites par Paul Sanford Methuen avancent vers le Nord pour délivrer Kimberley. Elles sont victorieuses des Boers à la Belmont (23 novembre) et à la Graspan (25 novembre) mais connaissent un revers à Modder River le 28 ; les Boers se retirent[29].
- 10-15 décembre: « semaine noire ». Les Britanniques sont vaincus par les Boers à Stormberg, Magersfontein (11 décembre) et Colenso[29].

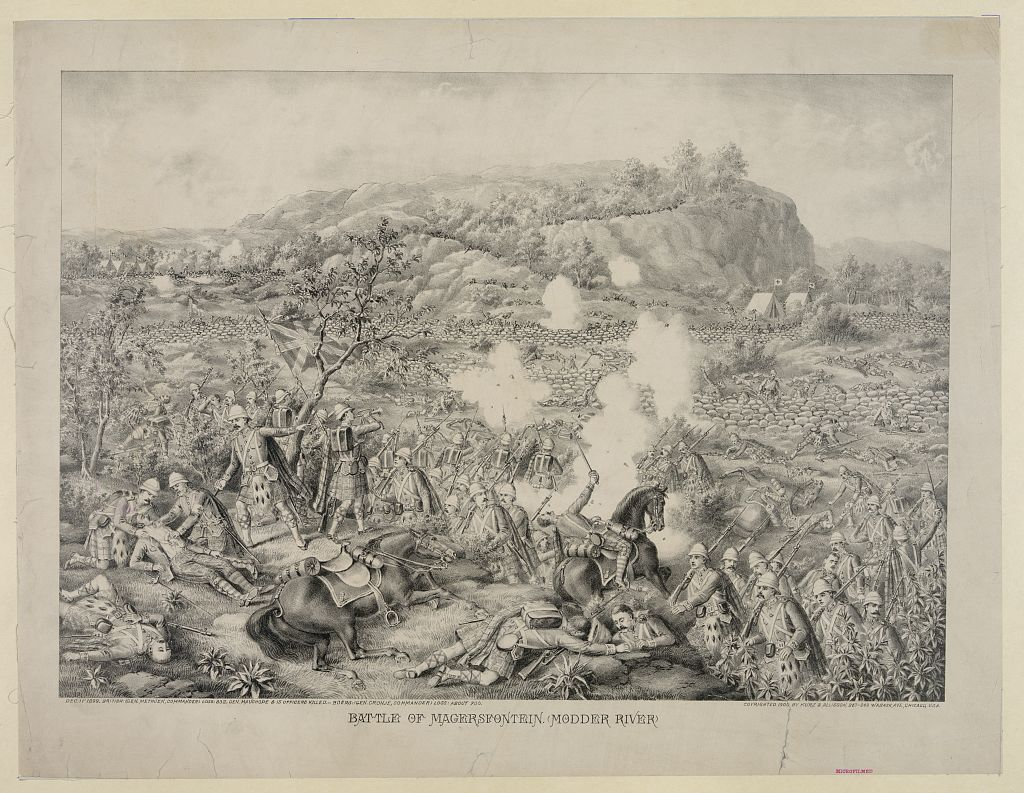
11 décembre : bataille de Magersfontein.

- 12 - 13 décembre, Pretoria : Winston Churchill s’échappe des prisons boers[31].
- Mozambique : Chinsinga, un des chefs de la vallée du Zambèze, lance une révolte contre la Companhia da Zambezia. Il réunit les différentes tribus africaines dans le but d’expulser les Portugais[32].

### Amérique
- 1er janvier : fin de la souveraineté espagnole à Cuba. Installation d’un gouverneur militaire américain[33].
- 1er février : le général Terencio Sierra est élu président de la République du Honduras[34] (fin en 1903). Succédant à l’écrivain Policarpo Bonilla, il va s’attacher à régler les problèmes de frontière du Honduras avec le Nicaragua. Comme ses prédécesseurs, il confortera le pouvoir des caudillos agissant dans l’intérêt de l’oligarchie conservatrice.
- 1er mars : Juan Lindolfo Cuestas devient président de la République en Uruguay (fin en 1903)[35]. Chef du gouvernement par intérim depuis 1897, Cuestas impose la constitution d’un gouvernement d’union nationale pour tenter de mettre un terme au conflit entre libéraux et conservateurs.
- 23 mai : début de la « révolution libérale restauratrice » (Revolución Liberal Restauradora) au Venezuela ; le général Cipriano Castro, à la tête d’une armée dite de Restauración, renverse le général Ignacio Andrade (23 octobre), lequel a lui-même déposé le caudillo nationaliste José Manuel Hernández (es) en 1898[36].
- 14 juillet : création de la république indépendante d’Acre[37]. En vue de reconquérir l’Acre, la Bolivie intervient en mars 1900 et fonde un siège administratif à effets fiscaux : Puerto Alonso appelé aujourd’hui Porto Acre.
- 20 août-29 septembre : grève générale à La Havane[38]
- 8 septembre : Eduardo López de Romaña arrive au pouvoir au Pérou (fin en 1903)[39].
- 17 octobre : nouvelle guerre civile en Colombie, dite guerre des Mille Jours, qui oppose libéraux, partisans du fédéralisme, aux tenants de la Constitution centraliste de 1886 (fin le 21 novembre 1902)[40]. Le gouvernement triomphera des libéraux, mais la Colombie sortira exsangue des deux guerres civiles.
- 22 octobre : Cipriano Castro entre à Caracas. Le lendemain, il prend le pouvoir[36]. Avec le coup d’État de Castro, ce sont les officiers des Andes qui s’installent au pouvoir jusqu’en 1945.
- 25 octobre : le président de la République de Bolivie, Severo Fernández Alonso Caballero, est renversé par une révolution libérale. Il cède la place au général putschiste José Manuel Pando qui renforce encore un peu plus le pouvoir de l’oligarchie (fin en 1904)[41]. Sous sa présidence, la Bolivie perdra le territoire d’Acre.

### Asie et Pacifique

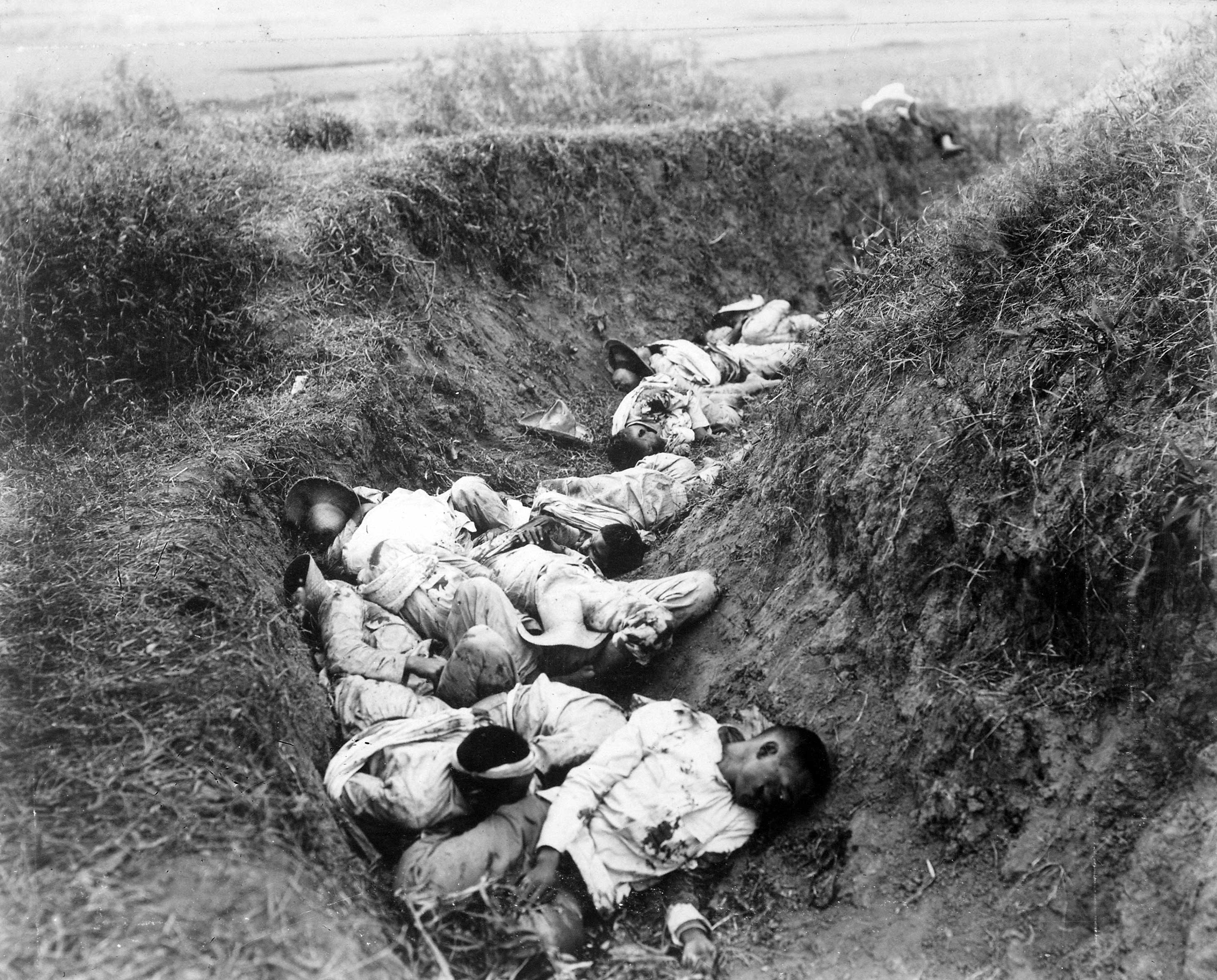
Premières victimes de la guerre entre les États-Unis et les Philippines.

- 1er janvier : Emilio Aguinaldo est élu président des Philippines[42].
- 6 janvier : Lord Curzon est nommé vice-roi des Indes (fin en 1905)[43]. Son gouvernement illustre la prépondérance de l’idéologie impérialiste, d’après laquelle la supériorité raciale des Anglais impose une stricte séparation avec les Indiens.
- 17 janvier : les États-Unis prennent possession de Wake[44].
- 21 janvier : les Philippins proclament la Constitution de Malolos[45].
- 23 janvier : 
  - la Première République des Philippines est proclamée[45].
  - protectorat britannique sur l’émirat du Koweït[46].
- 4 février : la république des Philippines déclare la guerre aux États-Unis (1899-1902)[42]. Les États-Unis envoient 70 000 soldats aux Philippines.
- 4 - 5 février : bataille de Manille (en)[47]. Les États-Unis envoient 70 000 soldats aux Philippines.
- 10 février : prise de Caloocan par les troupes américaines. À la fin du mois, les forces armées américaines obligent les indépendantistes philippins à s’enfuir. Emilio Aguinaldo déclenche un mouvement de guérilla contre les États-Unis. Il propose l’indépendance dans le cadre d’un protectorat américain, mais sa proposition est refusée[45].
- 12 février : traité germano-espagnol. l’Espagne vend les Carolines, les îles Mariannes et les Palaos à l’Allemagne[48]. Le chancelier von Bülow déclarera que ces archipels seraient « les colonnes et les contreforts » du nouvel empire colonial allemand.
- 20 mars : création à Londres de la Banque coloniale juive (Jewish Colonial Trust), chargée de générer le financement des activités pour l’achat de terres en Palestine (Bank Leumi en 1902)[49].
- 26 mars : l’archéologue allemand Robert Johann Koldewey découvre les murailles de l’antique ville mésopotamienne Babylone[50].
- 28 avril : accord Scott-Muraviev. La Russie obtient de la Grande-Bretagne de ne pas construire de chemins de fer, ni d’aider à un quelconque projet dans la région frontalière russo-chinoise[51].
- 5 juin : assassinat du général Antonio Luna, général en chef de l'Armée révolutionnaire des Philippines et souvent considéré comme le général philippin le plus compétent de la Guerre américano-philippine.
- Été : l’insuffisance de la mousson provoque une grande famine dans le Nord de l’Inde, qui touche 59 millions de personnes (1899-1900)[52].
- 17 juillet : début de l’abrogation des traités inégaux au Japon. Le nouveau traité d’amitié et de commerce avec la Grande-Bretagne entre en vigueur[53]. Il consacre l’accession du Japon au rang de puissance régionale ainsi que le nouveau rapprochement entre Tôkyô et Londres face à l’hégémonie russe en Extrême-Orient.
- 15 - 18 août : 3e Congrès sioniste à Bâle[54]
- 6 septembre : première note de John Hay aux différentes puissances ayant des intérêts en Chine, soit la Grande-Bretagne, l'Allemagne, la Russie, le Japon, la France et l'Italie. Washington propose une politique de « Porte ouverte » à l’égard de la Chine. John Hay définit le droit pour le ressortissant de n’importe quelle puissance de voyager, de commercer sans la moindre discrimination à l’intérieur des zones d’influence des autres. Cette position est finalement adoptée par toutes les grandes puissances occidentales[55].
- 9 octobre, Chine : les Boxers dirigés par Zhu Hongdeng battent les troupes gouvernementales près de Pingyuan dans la province de Shandong[56]. Le mouvement des boxers s’étend rapidement, s’attaquant aux établissements étrangers. Composé de paysans, engendré par la présence étrangère, le mouvement constitue un développement de la lutte poursuivie après la guerre sino-japonaise contre le partage de la Chine. Il exprime aussi une aversion contre la présence des missionnaires.
- 14 novembre[57] : l’Allemagne cède les Salomon du Nord (à l’exception de Bougainville et de Buka) aux Britanniques (effectif en 1900).
- 2 décembre : 
  - traité de Berlin entre le Royaume-Uni, l’Allemagne et les États-Unis. Partage des Samoa entre l’Allemagne et les États-Unis. La Grande-Bretagne abandonne ses droits sur Savaii et Upolu à l’Allemagne et ceux sur Tutuila aux États-Unis[58].
  - Bataille de Pasong Tirad (en), à Luçon (Philippines). La résistance des rebelles philippins retarde l’avance américaine pour assurer la fuite de Emilio Aguinaldo[59].
- 24 décembre, Chine : le chef boxer Zhu Hongdeng est battu et tué par les troupes gouvernementales ; le 26 décembre, Yuan Shikai arrive au Shandong avec le poste de gouverneur et des unités de sa Nouvelle Armée pour réprimer la révolte des Boxers[56]
- Répression d’un mouvement autonomiste en Mongolie par les Manchous[60].
- Le baron Edmond de Rothschild décide du transfert de ses colonies en Palestine à la ICA[61].

### Europe
- 15 février (3 février du calendrier julien) : manifeste impérial annonçant la prééminence des lois de l’Empire russe sur la législation finlandaise. Russification de la Finlande par le gouverneur général russe Nikolai Ivanovich Bobrikov[62].
- 29 février : les socialistes portugais obtiennent leurs premiers députés grâce à une union des partis socialistes et républicains à Porto[63].
- 23 février : tentative de coup d’État de Paul Déroulède en France[64].
- Février : du 8 février au 1er mars, agitation étudiante réprimée par la police lors de la fête anniversaire de l’université de Saint-Pétersbourg[65] ; manifestations et grèves en Russie ; Evgueni Troubetskoï, reconnaitra en 1906 que ces évènements constituaient le début de la crise globale de l'État[66].
- 4 mars :
  - Francisco Silvela gouverne en Espagne jusqu’au 23 octobre 1900[67].
  - premier numéro de The United Irishman. Un imprimeur de Dublin, Arthur Griffith, lance le mouvement nationaliste irlandais Sinn Féin (fondation en 1905)[68].
- 29 avril : La Jamais contente est le premier véhicule automobile à atteindre (et dépasser) la vitesse de 100 km/h.
- 3 juin : la condamnation d’Alfred Dreyfus est cassée[64].
- 8 août[69] - 19 septembre : second procès d’Alfred Dreyfus, il est condamné puis gracié[64].
- 4-9 août : visite à Saint-Pétersbourg du ministre français des Affaires Étrangères Théophile Delcassé. Modification secrète de l’accord franco-russe[70]. La mobilisation sera automatique en cas de mobilisation allemande, et subordonnée à un accord préalable en cas de mobilisation autrichienne. La Russie est assurée du soutien français dans la question ottomane.
- 10 août, Russie (29 juillet du calendrier julien) : règlement provisoire du ministre de l’Instruction publique permettant d’enrôler de force les meneurs étudiants comme simples soldats[71].

- 29 septembre : adoption du programme de Brünn par le parti ouvrier social-démocrate d’Autriche[72].
- 9 - 14 octobre, Allemagne : congrès de la social-démocratie à Hanovre[73] ; Rosa Luxemburg critique le réformisme de Bernstein, tel qu’il est exposé dans Socialisme théorique et social-démocratie pratique.
- 29 novembre, Espagne : fondation du FC Barcelone à l’initiative de Hans Gamper[74].
- 6 décembre, Allemagne : le Reichstag adopte la loi Hohenlohe, qui lève l’interdiction sur la création des associations politiques, permettant à de nouveaux partis de voir le jour[75].

## Naissances en 1899
- 6 janvier :
  - Sophie-Carmen Eckhardt-Gramatté, compositrice, pianiste, violoniste et pédagogue canadienne d'origine russe († 2 décembre 1974).
- 7 janvier :
  - José Landazabal, footballeur espagnol († 1970).
  - Francis Poulenc, compositeur français († 1963).
- 8 janvier : Sherman Adams, homme politique américain († 1986).
- 11 janvier :
  - Maurice Brianchon, peintre français († 1979).
  - Benoît Faure, coureur cycliste français († 1980).
- 13 janvier : Rómulo Rozo, sculpteur et peintre mexicain († 17 août 1964).
- 15 janvier : Bobby De Ruymbeke, footballeur belge († 1963).
- 17 janvier : Al Capone, gangster italo-américain († 1947).
- 18 janvier : Yvonne Chevalier, peintre et photographe française († 1982).
- 20 janvier : Pierre Gandon, dessinateur et graveur français († 1990).
- 21 janvier : Dr John Bodkin Adams, médecin généraliste anglais et tueur en série († 1983).
- 25 janvier : Paul-Henri Spaak, homme politique belge († 1972).
- 27 janvier :
  - George K. Arthur, acteur et producteur de cinéma britannique († 24 juin 1985).
  - Alexandre Orloff, peintre russe et français († 3 avril 1979).

- 2 février : 
  - Sante Zanon, compositeur italien († 1965).
  - Jascha Heifetz, violoniste lituanien († 10 décembre 1987)
- 3 février : Mildred Trotter, anthropologue judiciaire américaine († 23 août 1991).
- 6 février : Franz Heck, coureur cycliste luxembourgeois († 1977).
- 7 février : Arvīds Pelše, homme politique russe puis soviétique († 1983).
- 14 février : 
  - Hervé Deniel, lutteur français († 11 décembre 1951).
  - Lovro von Matačić, chef d'orchestre croate († 4 janvier 1985).
- 12 février : Albert Huybrechts, musicien et compositeur belge († 1938).
- 15 février : Georges Auric, compositeur français († 1983).
- 19 février : Lucio Fontana, sculpteur et peintre italien d'origine argentine († 1968).
- 23 février : Erich Kästner, écrivain allemand († 1974).
- 24 février : Helmut Kolle, peintre allemand († 1931).
- 26 février : Charles Ventrillon-Horber, peintre français puis vénézuélien († 9 décembre 1977).

- 2 mars : Harald Agersnap, compositeur, chef d'orchestre, violoncelliste et pianiste danois († 16 janvier 1982).
- 3 mars : Robert Nettleton Field, peintre, sculpteur, potier et professeur d'art plastique néo-zélandais († 18 février 1987).
- 4 mars : Adhémar Hennaut, homme politique belge († 26 mars 1976).
- 5 mars : Patrick Hadley, compositeur, chef d'orchestre et pédagogue anglais († 17 décembre 1973).
- 7 mars : Pierre Pouly, matador français († 24 décembre 1988).
- 8 mars : Jean d'Esparbès, peintre français († 4 décembre 1968).
- 10 mars : Finn Høffding, compositeur danois († 3 mars 1997).
- 13 mars : Pancho Vladiguerov, compositeur et pianiste bulgare († 8 septembre 1978).
- 15 mars : George Brent, acteur australien († 26 mai 1979).
- 23 mars : Lavrenti Beria, homme politique soviétique († 23 décembre 1953).

- 2 avril : Francis Lister, acteur britannique († 28 octobre 1951).
- 3 avril : Francesco Menzio, peintre italien († 27 novembre 1979).
- 4 avril : Lodovico Benvenuti, homme politique italien († 26 mai 1966).
- 7 avril :
  - Robert Casadesus, pianiste et compositeur français († 19 septembre 1972).
  - Pierre Mirault, médecin, peintre, graveur et sculpteur français († 31 décembre 1982).
- 13 avril : Alfred Schütz, philosophe austro-américain († 20 mai 1959).
- 14 avril : Jean-Jacques Moreau, peintre et dessinateur français († 5 novembre 1927).
- 16 avril :
  - Rosario María Gutiérrez Eskildsen, linguiste mexicaine († 12 mai 1979).
  - Jaume Gularons, footballeur espagnol († 1951).
- 17 avril : Gérard Debaets, coureur cycliste belge naturalisé américain († 27 avril 1959).
- 19 avril : Cemal Tollu, peintre turc († 26 juillet 1968).
- 22 avril :
  - Martyn Green, acteur et chanteur britannique († 8 février 1975).
  - Vladimir Nabokov, écrivain américain d'origine russe († 2 juillet 1977).
- 24 avril : Louis Bissinger, peintre français († 25 février 1978).
- 29 avril : Duke Ellington, pianiste, compositeur et chef d'orchestre de jazz américain († 24 mai 1974).

- 1er mai : Solange Christauflour, peintre française († 28 novembre 1952).
- 8 mai :
  - Arthur Q. Bryan, acteur comique américain († 18 novembre 1959).
  - Roger Guit, peintre et dessinateur français († 23 mai 1978).
  - Friedrich August von Hayek, économiste de l'École autrichienne († 23 mars 1992).
- 10 mai :
  - Fred Astaire, acteur, danseur américain († 22 juin 1987).
  - Karl Georg Pfleiderer, homme politique et diplomate allemand († 8 octobre 1957).
  - Ernst Rüdiger Starhemberg, homme d'État austro-hongrois puis autrichien († 15 mars 1956).
  - Chang Dai-chien, peintre chinois et taiwanais († 2 avril 1983).
- 11 mai : Herbert Nebe, coureur cycliste allemand († 12 octobre 1985).
- 12 mai : Maurice Carême, écrivain et poète belge († 13 janvier 1978).
- 14 mai : Eugène Pujol, peintre français († 14 janvier 1986).
- 19 mai : Sigismond Kolos-Vary, peintre et graveur hongrois († 23 juin 1983).
- 20 mai : Alexandre Deïneka, peintre, graphiste et sculpteur soviétique († 12 juin 1969).
- 21 mai : Eugène-Nestor de Kermadec, peintre abstrait français († 12 avril 1976).
- 22 mai : Kosta Hakman, peintre serbe puis yougoslave († 9 décembre 1961).
- 23 mai : Jeralean Talley, supercentenaire américaine († 17 juin 2015).
- 24 mai : 
  - Henri Michaux, peintre et poète français d'origine belge († 19 octobre 1984).
  - Suzanne Lenglen, joueuse de tennis française († 4 juillet 1938).
- 28 mai : Louis-Olivier Chesnay, peintre français († 6 juin 1999).
- 30 mai : Maurice Bonney, coureur cycliste français († 2 septembre 1951).

- 1er juin :
  - Théo Eblé, peintre suisse († 2 mai 1974).
  - Werner Janssen, chef d'orchestre et compositeur américain († 19 septembre 1990).
- 3 juin : Venusto Papini, peintre italien († 17 février 1980).
- 4 juin : Lane Chandler, acteur américain († 14 septembre 1972).
- 8 juin : Jean Daligault, prêtre, résistant, peintre et sculpteur français († 28 avril 1945).
- 11 juin : Walter Byron, acteur britannique († 2 mars 1972).
- 12 juin : Weegee (Arthur Fellig), photographe américain († 26 décembre 1968).
- 14 juin : Yasunari Kawabata, écrivain japonais († 16 avril 1972).
- 17 juin : Fausto Pirandello, peintre italien († 30 novembre 1975).
- 18 juin : Maurice Blond, de son vrai nom Moïse Blumenkrantz, peintre et lithographe polonais († 20 octobre 1974).
- 19 juin : Rudolf Carl, acteur autrichien († 15 janvier 1987).
- 20 juin : Jean Moulin, homme politique et grand résistant Français († 8 juillet 1943).
- 22 juin :
  - Charles Hug : peintre, dessinateur et illustrateur suisse († 7 mai 1979).
  - Michał Kalecki, économiste polonais († 17 mars 1970).
- 23 juin : Henry de Heaulme, entrepreneur et homme politique français († 29 novembre 1986).
- 25 juin : Arturo Bresciani, coureur cycliste italien († 17 juin 1948).
- 26 juin : Maria Nikolaïevna, grande-duchesse de Russie, troisième fille de Nicolas II († 17 juillet 1918).
- 30 juin :
  - Jean-Marie Plum, prêtre catholique, organiste et compositeur belge († 28 mars 1944).
  - František Tomášek, cardinal tchèque († 4 août 1992).

- 1er juillet : Charles Laughton, acteur de théâtre et de cinéma et réalisateur britannique puis américain († 15 décembre 1962).
- 2 juillet : Egon Terzetta, footballeur bulgare († 16 août 1964).
- 3 juillet : Peter Thomas McKeefry, cardinal néo-zélandais († 18 novembre 1973).
- 4 juillet : Walter Ladengast, acteur autrichien († 3 juillet 1980).
- 5 juillet : 
  - Marcel Achard, réalisateur français († 4 septembre 1974).
  - Marcel Arland, écrivain français († 12 janvier 1986).
- 6 juillet : Susannah Mushatt Jones, supercentenaire américaine († 12 mai 2016).
- 7 juillet : George Cukor, réalisateur américain († 24 janvier 1983).
- 10 juillet :
  - Charles de Kergariou, peintre français († 6 décembre 1956).
  - André Souris, compositeur, chef d'orchestre, violoniste, musicologue, poète et pédagogue belge († 12 février 1970).
- 11 juillet : Jean Lec, chansonnier, peintre et écrivain français († juillet 1964).
- 12 juillet : Léon Lang, dessinateur, peintre et lithographe français († 18 décembre 1983).
- 13 juillet : Pierre Favier, peintre français († 18 septembre 1969).
- 14 juillet :
  - Gregory Breit, physicien américain († 11 septembre 1981).
  - Denise Ravage, bibliothécaire française († 24 août 1962).
- 15 juillet : Léon Louis Charles Roux, peintre français († 18 février 1995).
- 16 juillet : Božidar Jakac, peintre, graveur, professeur d'art, photographe et cinéaste austro-hongrois puis yougoslave († 12 novembre 1989).
- 17 juillet :
  - James Cagney, acteur américain († 30 mars 1986).
  - Jesse Wallace, homme politique américain († 29 janvier 1961).
- 20 juillet : Fritz Glarner, peintre américano-suisse († 18 septembre 1972).
- 21 juillet : Ernest Hemingway, écrivain américain († 2 juillet 1961).
- 22 juillet : Nicolas Poliakoff, peintre russe naturalisé français († 1er juillet 1976).
- 23 juillet : 
  - Marie Gross, résistante française († 8 mai 1964).
  - Julio Irazusta, historien, journaliste, critique littéraire, essayiste et militant nationaliste argentin († 5 mai 1982).
  - Jean-Francis Laglenne, peintre et décorateur de théâtre français († 6 janvier 1962).
- 25 juillet : Ralph Dumke, acteur américain († 4 janvier 1964).
- 26 juillet : Christian Caillard, peintre français († septembre 1985).
- 27 juillet : Nelly van Doesburg, danseuse, pianiste, peintre et artiste d'avant-garde néerlandaise († 1er octobre 1975).
- 30 juillet : Allen Hobbs, homme politique américain († 23 novembre 1960).

- 1er août :
  - Marguerite Allar, peintre et dessinatrice française († 22 janvier 1974).
  - Jimmy Angel, aviateur et explorateur américain († 8 décembre 1956).
- 3 août :
  - Louis Chiron, coureur automobile († 22 juin 1979).
  - Jean Cugnot, coureur cycliste français († 25 juin 1933).
- 5 août : Max Boullé, peintre et architecte mauricien († 18 mai 1965).
- 9 août : Éliane de Meuse, peintre belge († 3 février 1993).
- 10 août : Alexandre Frenel, peintre franco-israélien († 1981).
- 11 août : Jindřich Štyrský, peintre, poète, éditeur, photographe et dessinateur surréaliste austro-hongrois puis tchécoslovaque († 21 mars 1942).
- 12 août : Jean-Adrien Mercier, peintre, affichiste et illustrateur français († 15 mai 1995).
- 13 août : 
  - Alfred Hitchcock, réalisateur britannique († 29 avril 1980).
  - Mikinosuke Kawaishi, judoka japonais (10e dan) pionnier du judo en France († 30 janvier 1969).
- 15 août : Carola Lorenzini, aviatrice argentine († 23 novembre 1941).
- 16 août : Leonardo Bounatian-Benatov, peintre russe puis soviétique († 24 mars 1972).
- 17 août :
  - Maurice-Antoine Drouard, peintre français († 12 mai 1965).
  - Paul Fenasse, peintre français († 1976).
- 18 août : Lucien Hibbert, mathématicien et homme politique haïtien († 1964).
- 19 août :
  - Charlie Hall, acteur britannique († 7 décembre 1959).
  - Kenneth MacKenna, acteur, metteur en scène et réalisateur américain († 15 janvier 1962).
  - Colleen Moore, actrice américaine († 25 janvier 1988).
- 20 août : Tullio Cianetti, homme politique italien († 8 avril 1976).
- 26 août :
  - Lucien Faucheux, coureur cycliste français († 24 juillet 1980).
  - Albert Gossiaux, musicien belge († 10 avril 1977).
  - Rufino Tamayo, peintre mexicain († 24 juin 1991).
- 27 août : Byron Foulger, acteur américain († 4 avril 1970).
- 28 août :
  - Charles Boyer, acteur franco-américain († 26 août 1978).
  - Vernon Huber, homme politique américain († 17 juin 1967).
  - Georges Moens de Fernig, homme politique belge († 16 août 1978).
- 30 août : Roger Nivelt, peintre et illustrateur français († 1er juin 1962).
- 31 août : Paul Smara, dessinateur français († 28 mai 1978).

- 1er septembre : Andreï Platonov, écrivain russe († 5 janvier 1951).
- 2 septembre :
  - Martin Miller, acteur autrichien († 26 août 1969).
  - André Thomas Rouault, peintre français († 20 mars 1982).
- 7 septembre : Emilio de la Forest de Divonne, aristocrate italien († 25 juillet 1961).
- 9 septembre : Brassaï (Gyula Halasz), photographe hongrois († 8 juillet 1984).
- 10 septembre : Joseph Rey, résistant et homme politique français († 26 juillet 1990).
- 11 septembre : Jimmie Davis, chanteur de musique country, blues et compositeur américain († 5 novembre 2000).
- 18 septembre : Carlos Botelho, peintre, illustrateur et caricaturiste portugais († 18 août 1982).
- 19 septembre : Ricardo Cortez, acteur et réalisateur américain d'origine autrichienne († 28 avril 1977).
- 21 septembre : Albert Bertalan, peintre hongrois et français († 29 décembre 1957).
- 25 septembre :
  - Ricardo Lamote de Grignon, compositeur et chef d'orchestre espagnol († 5 février 1962).
  - Ondřej Sekora, journaliste, illustrateur, écrivain et auteur de bande dessinée austro-hongrois puis tchécoslovaque († 4 juillet 1967).
- 27 septembre : Tadashi Kaminagai, peintre japonais († 14 juin 1982).
- 30 septembre : 
  - Jean Adler, peintre et sculpteur français († 1942).
  - André Pierrel, Acteur français († 16 mai 1979).

- 1er octobre : Marcelin Waroux, joueur et entraîneur de football belge († ?)
- 3 octobre :
  - Louis Hjelmslev, linguiste danois († 30 mai 1965).
  - Kayō Yamaguchi, peintre japonais († 16 mars 1984).
- 5 octobre :
  - Fernando Gerassi, peintre turc et espagnol († 1974).
  - Lucien Potronat, peintre et aquarelliste français († 3 novembre 1973).
- 7 octobre : Marcel Dyf, peintre français († 15 septembre 1985).
- 8 octobre : Alice Ettinger, radiologue américaine († 14 avril 1993).
- 9 octobre : Francisco Casanovas, chef d'orchestre, compositeur, professeur, clarinettiste, saxophoniste et flûtiste espagnol († 16 décembre 1986).
- 11 octobre :
  - Amadé Barth, peintre suisse († 29 août 1926).
  - André La Vernède, peintre et aquarelliste français († 1971).
- 19 octobre : Miguel Ángel Asturias, poète, écrivain et diplomate guatémaltèque († 9 juin 1974).
- 22 octobre : Salvador Salazar Arrué, écrivain, peintre et diplomate salvadorien († 27 novembre 1975).
- 24 octobre : Ferhat Abbas, homme politique algérien († 24 décembre 1985).
- 25 octobre : Micheál Mac Liammóir, acteur, dramaturge, impresario, écrivain, poète et peintre irlandais d'origine britannique († 6 mars 1978).
- 29 octobre : Louis Suire, peintre et éditeur français († 18 janvier 1987).

- 3 novembre : Julien Vervaecke, coureur cycliste belge († 22 mai 1940).
- 4 novembre :
  - Nicolas Frantz, coureur cycliste luxembourgeois († 8 novembre 1985).
  - Chana Kowalska, peintre et journaliste juive d'origine polonaise († 1942).
- 9 novembre : Mezz Mezzrow, clarinettiste et saxophoniste de jazz américain († 5 août 1972).
- 10 novembre : Greta Knutson, peintre moderniste suédoise puis française († 6 mars 1983).
- 13 novembre : Tadeusz Kulisiewicz, peintre polonais († 18 août 1988).
- 14 novembre : François Barraud, peintre, dessinateur graveur et sculpteur suisse († 11 septembre 1934).
- 17 novembre : Roger Vitrac, poète et dramaturge français († 22 janvier 1952).
- 22 novembre : Hoagy Carmichael, acteur américain († 27 décembre 1981).
- 24 novembre : Wen Yiduo, écrivain chinois († 1946).
- 29 novembre : Emma Morano, doyenne de l'humanité du 12 mai 2016 au 15 avril 2017 († 15 avril 2017).

- 1er décembre :
  - Eileen Agar, peintre et photographe anglaise († 17 novembre 1991).
  - Zvee Scooler, acteur et animateur de radio américain († 25 mars 1985).
- 2 décembre : Jean Gorin, peintre et sculpteur français († 29 mars 1981).
- 3 décembre : 
  - Béatrice Appia, peintre française d'origine suisse († 30 septembre 1998).
  - Ramadevi Choudhury, indépendantiste et pédagogue indienne († 22 juillet 1985).
- 4 décembre : Elfriede Lohse-Wächtler, peintre allemande († 31 juillet 1940).
- 7 décembre : Camille Jacquemin, prêtre, compositeur, musicographe et organiste belge († 17 juillet 1947).
- 10 décembre : Nicanor Villalta, matador espagnol (selon certains biographes, il serait en réalité né le 20 novembre 1897) († 6 janvier 1980).
- 15 décembre : Frank Vosper, acteur, scénariste et dramaturge britannique († 6 mars 1937).
- 16 décembre : Noël Coward, dramaturge britannique († 26 mars 1973).
- 18 décembre :
  - Karl Abt, peintre allemand († 28 novembre 1985).
  - Antonio Ligabue, peintre italien († 27 mai 1965).
- 25 décembre : 
  - Humphrey Bogart, acteur américain († 14 janvier 1957).
  - Frank Ferguson, acteur américain († 12 septembre 1978).
  - Mohamed Triki, chef d'orchestre et compositeur tunisien († 27 février 1998).
- 26 décembre : Raymond Besse, peintre français († 5 mars 1969).

- Date précise inconnue :
  - Maurice Blond, peintre polonais († 22 octobre 1974).
  - Anselme Boix-Vives, peintre français d'origine espagnole († 1969).
  - Armand Brugnaud, peintre français († 1961).
  - Ramón Bruguera, footballeur espagnol († 24 mai 1988).
  - Abdollah Davami, chanteur et pédagogue iranien († 1980).
  - Maurice Deschodt, peintre français († 1971).
  - Janina Dłuska, peintre polonaise († 8 juin 1932).
  - Nurullah Esat Sümer, homme politique turc († 29 septembre 1973).
  - Jacques Gotko, peintre et chef décorateur français († 2 janvier 1944).
  - Henri-Martin Lamotte, peintre français († 1967).
  - Mon Rivera, tromboniste (mais aussi multi-instrumentiste) et compositeur portoricain († 1978).
  - Sadami Yokote, peintre figuratif japonais († 1931).

## Décès en 1899
- 10 janvier : Albert Becker, compositeur et chef d'orchestre allemand (° 13 juin 1834).
- 17 janvier : Panos Koronaios, homme politique grec (° 1809).
- 19 janvier : Gabriel Fayet, peintre français (° 17 décembre 1832).
- 23 janvier : German von Bohn, peintre d'histoire allemand (° 25 février 1812).
- 25 janvier : Alfredo d'Escragnolle Taunay, écrivain, historien et homme politique brésilien d'origine française (° 22 février 1843).
- 29 janvier : Alfred Sisley, peintre britannique (° 30 octobre 1839).

- 2 février : Halfdan Egedius, peintre, dessinateur et graveur norvégien (° 5 mai 1877).
- 5 février :
  - « El Ecijano » (Juan Jiménez Ripoll), matador espagnol (° 24 juin 1858).
  - Henry Vianden, lithographe et graveur américain d'origine allemande (° 9 juillet 1814).
- 16 février : Félix Faure, président de la République française (° 30 janvier 1841).
- 18 février : Sophus Lie, mathématicien norvégien (° 17 décembre 1842).
- 28 février : José María Cabral, militaire et homme politique dominicain (° 12 décembre 1816).

- 4 mars : Hubert Clerget, peintre et lithographe français (° 28 juillet 1818).
- 16 mars :
  - Giorgio Bandini, peintre italien (° 17 avril 1830).
  - Wilhelm Sohn, peintre allemand (° 29 août 1830).
- 20 mars : Franz Ritter von Hauer, géologue autrichien (° 30 janvier 1822).

- 11 avril : Monier Monier-Williams, linguiste anglais (° 12 novembre 1819).
- 12 avril : Henry Becque, dramaturge français (° 28 avril 1837).
- 19 avril : Jules Pecher, peintre et sculpteur belge (° 4 janvier 1830).

- 5 mai : Luigi Sabatelli, peintre italien (° 12 février 1818).
- 18 mai : Pierre-Honoré Hugrel, peintre français (° 17 novembre 1827).
- 25 mai : Rosa Bonheur, peintre et sculptrice française (° 16 mars 1822).
- 29 mai : Frantz Jehin-Prume, violoniste et compositeur belge (° 18 avril 1839).

- 2 juin : John Whitehead, naturaliste et explorateur britannique (° 30 juin 1860)
- 3 juin :
  - Auguste Baud-Bovy, peintre suisse(° 13 février 1848).
  - Johann Strauss (fils), compositeur autrichien de valses célèbres (° 25 octobre 1825).
- 10 juin : Ernest Chausson, compositeur français (° 20 janvier 1855).
- 16 juin :
  - Guillaume-Marie-Romain Sourrieu, cardinal français, archevêque de Rouen (° 27 février 1825).
  - August Winding, pianiste et un pédagogue danois (° 24 mars 1835).

- 5 juillet : Hippolyte Lucas, entomologiste français (° 17 janvier 1814).
- 7 juillet : Gustav Bruch, homme politique allemand (° 12 janvier 1822).
- 19 juillet : Heinrich von Achenbach, juriste et homme politique prussien puis allemand (° 23 novembre 1829).
- 31 juillet : Louis Dauvergne, peintre français (° 26 mars 1828).

- 4 août : Eugène Damas, peintre français (° 9 mars 1844).
- 7 août : Théodore Smolders, avocat et homme politique belge (° 26 juillet 1809).
- 13 août : Gustav von Mevissen, industriel et homme politique allemand (° 20 mai 1815).
- 16 août :
  - Robert Wilhelm Bunsen, chimiste allemand (° 30 mars 1811).
  - Jean-Marie Villard, instituteur français devenu photographe et peintre (° 3 janvier 1828).
- 26 août : Hector Serres, pharmacien, scientifique et homme politique français (° 1807).

- 5 septembre : Louis Morel-Retz, peintre, caricaturiste et graveur français (° 3 juin 1825).
- 8 septembre : Wilhelm Amberg, peintre Heinrich von Achenbach, juriste et homme politique prussien puis allemand (° 25 février 1822).
- 11 septembre : Filippo Palizzi, peintre italien (° 16 juin 1818).
- 13 septembre : « Pepete » (José Rodríguez Davie), matador espagnol (° 14 mai 1867).
- 28 septembre : Giovanni Segantini, peintre italien (° 15 janvier 1858).
- ? septembre : Henri Schoofs, homme politique belge (° 3 février 1846).

- 14 octobre : Piotr Petrovitch Sokolov, aquarelliste et illustrateur russe (° 1821).
- 15 octobre : Johann Nepomuk Fuchs, compositeur et maître de chapelle autrichien (° 5 mai 1842).
- 22 octobre : Ernst Mielck, compositeur finlandais (° 24 octobre 1877).

- 13 novembre : Eliodoro Camacho, homme politique bolivien (° 14 novembre 1831).
- 14 novembre : Daniel Dupuis, peintre, sculpteur et graveur-médailleur français (° 17 février 1849).
- 16 novembre : Vincas Kudirka, poète, médecin et compositeur lituanien (° 31 décembre 1858).
- 19 novembre : Yan' Dargent, peintre breton (° 15 octobre 1824).
- 26 novembre : Henri-Georges Morisset, peintre portraitiste français (° 20 septembre 1841).
- 28 novembre : Comtesse de Castiglione, courtisane italienne (° 23 mars 1837).

- 4 décembre :  Eugène Mathieu, compositeur, chef d'orchestre et éditeur de musique français (° 27 octobre 1827).
- 8 décembre : François Sodar, peintre d’histoire, portraitiste et professeur de dessin d'origine belge (° 8 mars 1827).
- 13 décembre : Jasper Packard, général de brigade et homme politique américain (° 1er février 1832).
- 15 décembre :
  - Numa Droz, homme politique suisse (° 27 janvier 1844).
  - Alberto Pasini, peintre italien (° 3 septembre 1826).
  - Léon Viardot, peintre français (° 1er décembre 1805).
- 20 décembre : Romain Bussine, poète, baryton, compositeur et professeur de chant français (° 4 novembre 1830).
- 21 décembre : Joseph Dupont, violoniste, chef d'orchestre et directeur de théâtre belge (° 3 janvier 1838).
- 23 décembre : Dominique Antoine Magaud, peintre français (° 4 août 1817).
- 25 décembre :
  - Jacques-Joseph Brassine, général et homme politique belge (° 12 octobre 1830).
  - Elliott Coues, médecin-militaire, historien, auteur et ornithologue américain (° 9 septembre 1842).
- 27 décembre : Henri Evenepoel, peintre belge (° 2 octobre 1872).
- 28 décembre : Léon Bohn, sculpteur français (° 27 janvier 1837).
- 31 décembre :
  - Carl Millöcker, chef d'orchestre et compositeur d'opérettes autrichien (° 29 avril 1842).
  - Jane Mitchel, nationaliste irlandaise (° v. 1820).